# Grande Diomede
Grande Diomede (in russo остров Ратманова?, ostrov Ratmanova; in inglese Big Diomede Island; in inupiaq Imaqłiq) è un'isola della Russia.
Si trova nello stretto di Bering e fa capo amministrativamente al circondario della Čukotka.
Vasta circa 30 km², è la più occidentale delle isole Diomede e fronteggia a circa 4 km di distanza la Piccola Diomede, che altresì appartiene agli Stati Uniti.
È anche il punto più orientale della Russia e sorge a circa 45 km dal punto più prossimo della massa continentale eurasiatica.
Ai tempi della guerra fredda il braccio di mare tra le due isole Diomede era il punto di confine più breve tra gli Stati Uniti e l'altra superpotenza dell'epoca, l'Unione Sovietica.

## Geografia
La Grande Diomede si trova circa 45 km a sud-est di capo Dežnëv (penisola dei Čukči), è l'estremo punto orientale del territorio russo e dell'intera Asia. L'isola rocciosa, di tipo tuya, ha una superficie di 10 km². La linea internazionale del cambio di data si trova circa 1,3 km a est dell'isola (UTC+12). Sulla Piccola Diomede, a soli 3 km a est (UTC-9), ci sono 21 ore di differenza.

## Storia
L'isola era originariamente abitata dagli eschimesi Yupik. Il primo europeo a raggiungere le isole fu l'esploratore russo Semën Dežnëv nel 1648. Successivamente l'esploratore danese al servizio dei russi Vitus Bering le riscoprì il 16 agosto 1728, il giorno in cui la Chiesa ortodossa russa celebra la memoria del martire san Diomede (da qui il nome delle isole). Nel 1732 Michail Gvozdev ne fece un vero e proprio rilevamento tracciandone la mappa. Nel 1867 durante l'acquisto dell'Alaska venne tracciato il nuovo confine tra le nazioni proprio tra la Grande e la Piccola Diomede, appartenente quest'ultima ora agli Stati Uniti.
Avvenimento particolare verificatosi nell'isola è quello dell'incidente di un velivolo sovietico Lisunov Li-2, destinato a portare merci e rifornimenti all'avamposto sovietico sull'isola. La disgrazia accadde attorno al 13 giugno 1971. Dopo aver consegnato i pacchi, l'aereo incontrò una fitta nebbia, che causò l'incidente. Fortunatamente, nonostante l'aereo risultasse gravemente danneggiato, nessun membro dell'equipaggio subì lesioni mortali, infatti, dopo aver trascorso la notte nell'aereo vennero soccorsi in elicottero e riportati in URSS.
Le isole Diomede sono spesso menzionate anche come punto intermedio ideale di passaggio per un eventuale ponte o tunnel attraverso lo stretto di Bering.

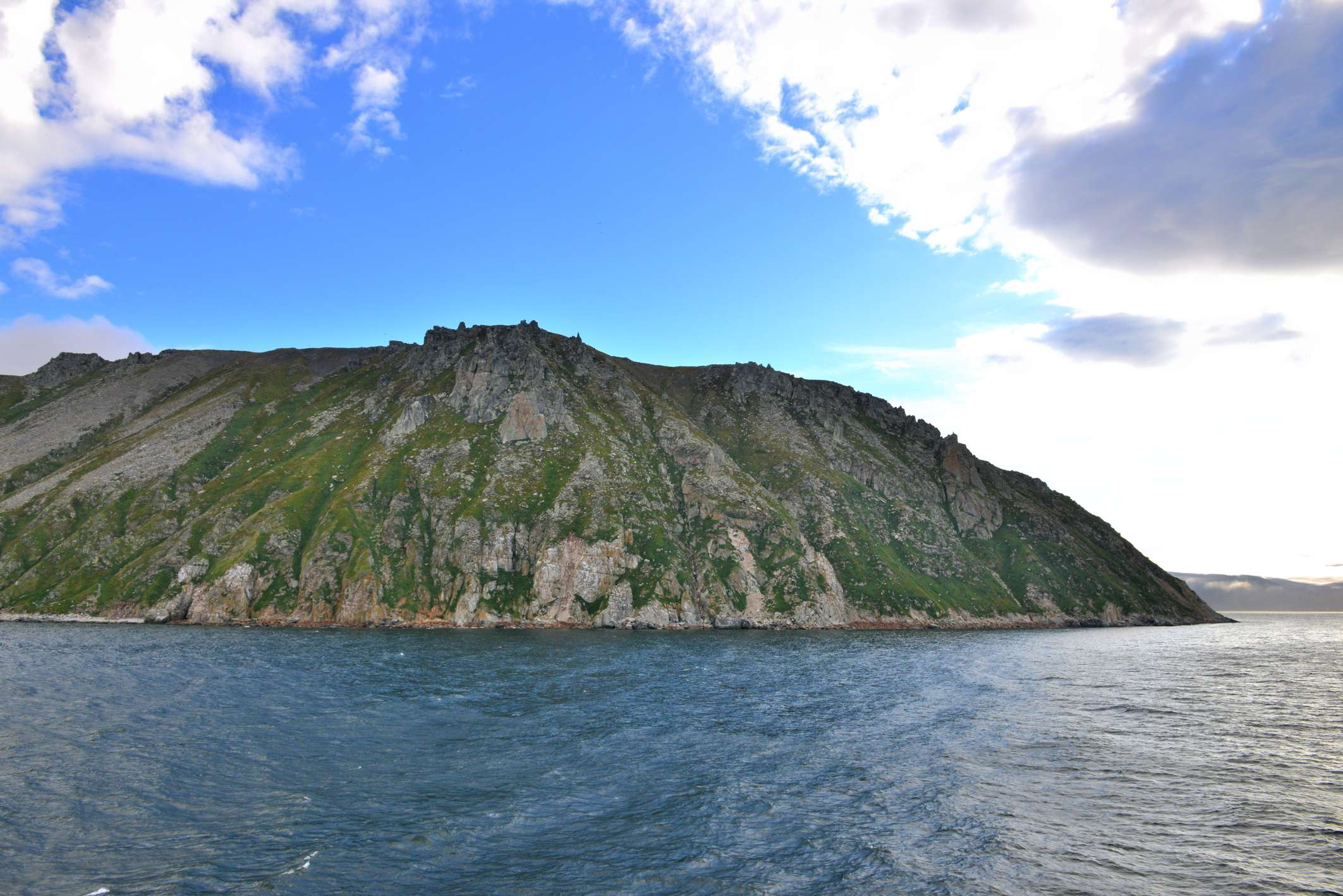
Grande Diomede
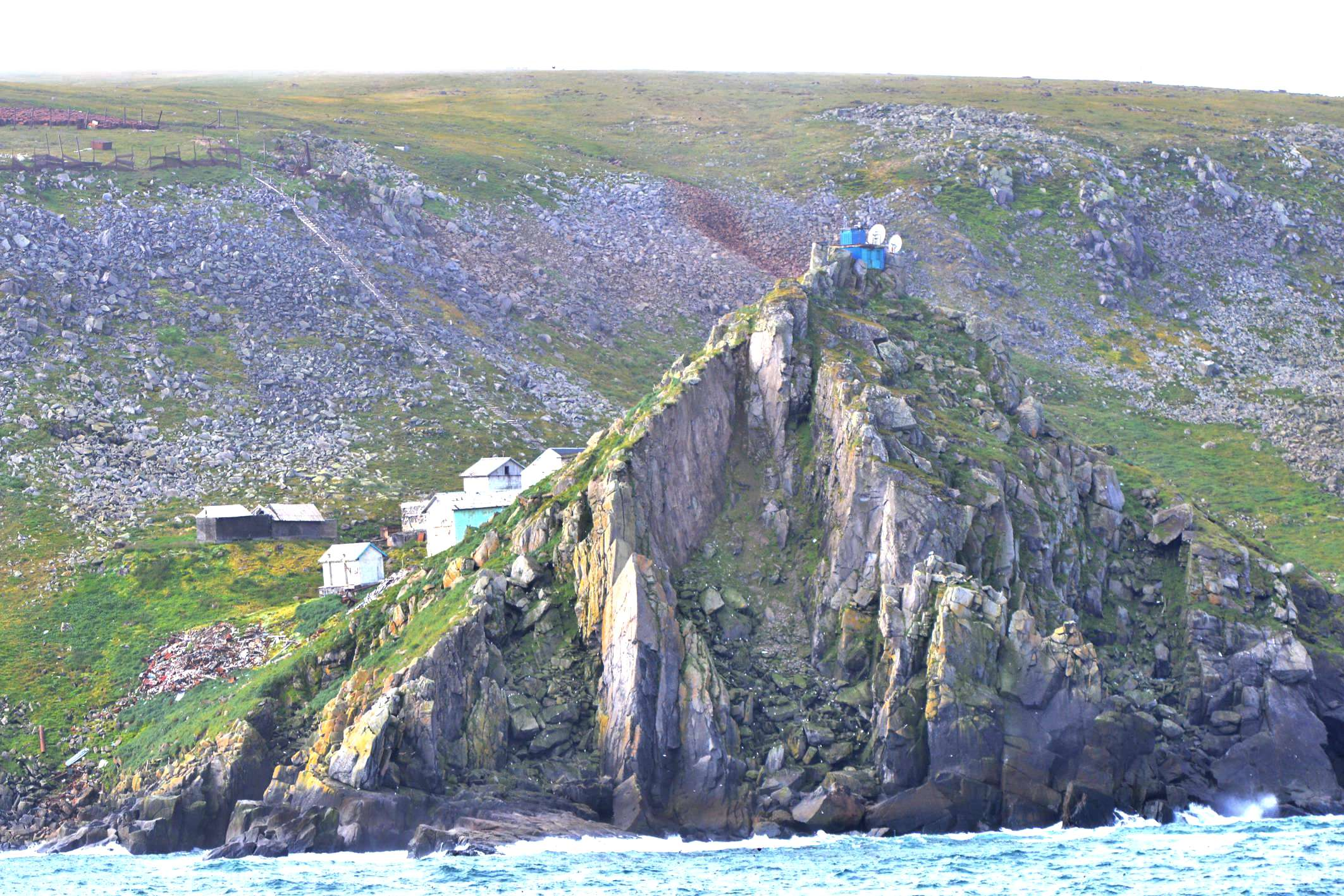
La stazione meteorologica